# Анналіз Мерфі
Анналіз Мерфі (англ. Annalise Murphy, нар. 1 лютого 1990) — ірландська яхтсменка, срібна призерка Олімпійських ігор 2016 року.

## Виступи на Олімпіадах
| Олімпіада           | Дисципліна   | Місце |
| ------------------- | ------------ | ----- |
| Лондон 2012         | лазер радіал | 4     |
| Ріо-де-Жанейро 2016 | лазер радіал | 2     |

## Зовнішні посилання
- Анналіз Мерфі — олімпійська статистика на сайті Sports-Reference.com (англ.) (архівна версія)

1. ↑  Olympedia — 2006.